# Smržovka
Smržovka là một thị trấn thuộc huyện Jablonec nad Nisou, vùng Liberecký, Cộng hòa Séc.